# Jan Bochenek (matematyk)
Jan Bochenek (ur. 8 stycznia 1927 w Borzęcinie, zm. 19 grudnia 2009 w Krakowie) – polski matematyk, profesor zwyczajny, wykładowca Politechniki Krakowskiej.

## Życiorys
Jan Bochenek rozpoczął naukę w szkole powszechnej w Borzęcinie w 1934 roku. Po dwuletniej przerwie spowodowanej wojną i okupacją, ukończył ją w 1943 roku. Od 1945 roku uczęszczał do gimnazjum w Brzesku, maturę zdał w 1949 roku. W tym samym roku rozpoczął studia matematyczne na Uniwersytecie Jagiellońskim. Jego wykładowcami byli między innymi profesorowie Franciszek Leja, Tadeusz Ważewski, Stanisław Łojasiewicz, Jacek Szarski i Zofia Szmydt. Od 1951 roku był młodszym asystentem w Katedrze Matematyki Politechniki Krakowskiej. Tytuł magistra matematyki uzyskał w 1954 roku. Osiem lat później uzyskał na Uniwersytecie Jagiellońskim stopień doktora na podstawie pracy O pewnych zagadnieniach z teorii wartości i funkcji własnych dla równań różniczkowych cząstkowych liniowych typu eliptycznego rzędu II. Promotorem był profesor Stanisław Gołąb. Habilitację uzyskał w 1969 roku na podstawie pracy Zależność równania różniczkowego cząstkowego od wartości własnych odpowiedniego zagadnienia.
Od 1962 roku był adiunktem w Katedrze Matematyki Politechniki Krakowskiej. W 1970 roku został pierwszym dyrektorem nowo utworzonego Instytutu Matematyki oraz kierownikiem Zespołu Metod Numerycznych. W 1977 roku otrzymał stanowisko profesora nadzwyczajnego, w 1990 roku tytuł profesora zwyczajnego. W działalności naukowej zajmował się równaniami różniczkowymi i analizą funkcjonalną. Był autorem ponad 50 prac i publikacji naukowych, współautorem podręcznika matematyki dla studentów uczelni technicznych, członkiem Polskiego Towarzystwa Matematycznego i Amerykańskiego Towarzystwa Matematycznego. Poza Politechniką Krakowską wykładał także przez kilka lat w Wyższej Szkole Pedagogicznej.

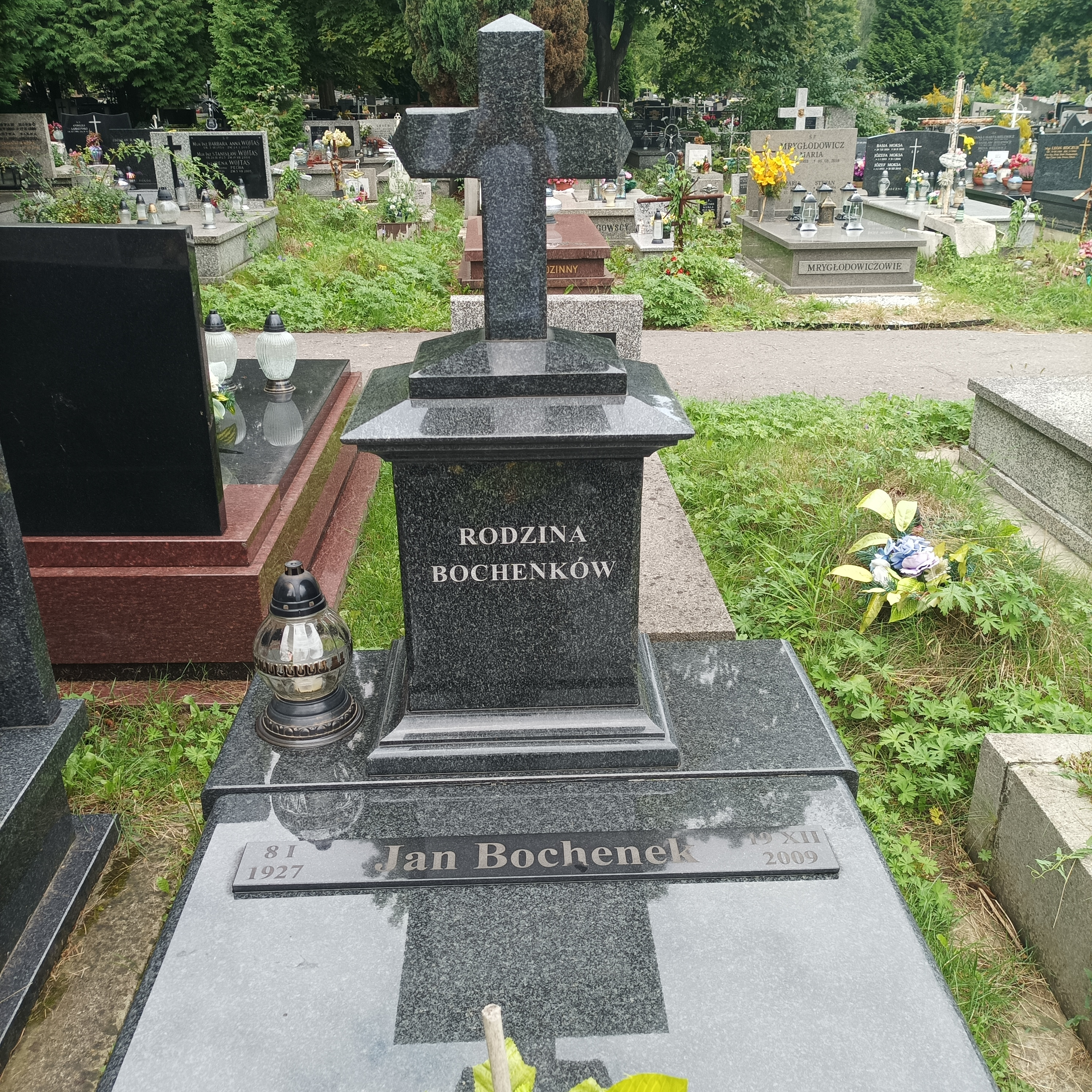
Grób prof. Jana Bochenka na cmentarzu wojskowym przy ul. Prandoty w Krakowie

Był odznaczony między innymi Krzyżem Kawalerskim Orderu Odrodzenia Polski, Złotym Krzyżem Zasługi, Medalem Komisji Edukacji Narodowej i odznaczeniem „Zasłużony dla Politechniki Krakowskiej”. Na emeryturę przeszedł w 1997 roku, pozostał jednak związany z uczelnią, pracując na część etatu i jako wolontariusz. Był członkiem Konwentu Seniorów i Rady Muzeum Politechniki Krakowskiej. Zmarł w grudniu 2009 roku i został pochowany na cmentarzu wojskowym przy ul. Prandoty (kw. LXXXVI-8-49).